# Zingiber microcheilum
Zingiber microcheilum là một loài thực vật có hoa trong họ Gừng. Loài này được Jana Leong-Škorničková, Trần Hữu Đăng và Otakar Šída miêu tả khoa học đầu tiên năm 2015.

## Mẫu định danh
Mẫu định danh: Trần Hữu Ðăng, Lê Công Kiệt, Nguyễn Duy Linh, Otakar Šída, Vũ Huy Đức 382; thu thập ngày 22 tháng 7 năm 2010 ở cao độ 686 m, tọa độ 15°18′8″B 107°43′44″Đ / 15,30222°B 107,72889°Đ, xã Phước Mỹ, huyện Phước Sơn, tỉnh Quảng Nam, Việt Nam. Mẫu holotype lưu giữ tại Vườn Thực vật Singapore (SING), các isotype lưu giữ tại Bảo tàng Quốc gia tại Praha (PR) và Bảo tàng Tự nhiên Quốc gia Việt Nam ở Hà Nội (VNMN).

## Phân bố
Loài bản địa các tỉnh Quảng Nam (Vườn quốc gia Sông Thanh, huyện Phước Sơn) và Gia Lai (Rừng phòng hộ Kbang, huyện Kbang), Việt Nam. Loài cây thảo thân rễ này mọc trên các sườn dốc (dốc đứng ở một nơi) trong rừng nửa rụng lá ở vùng núi thấp, cao độ khoảng 600–700 m. Ra hoa tháng 7-8.

## Mô tả
Với cành hoa bông thóc trên cuống cụm hoa mọc thẳng đứng, nó thuộc về tổ Zingiber. Cây thảo, cao đến 1 m. Phiến lá hình bầu dục, 15-35 × 3-5 cm, đầu nhọn; cuống lá rất ngắn; lưỡi bẹ mỏng, hình trứng, dài đến 10 mm, có lông mềm. Các lá bắc xếp lợp lên nhau, màu xanh lục, viền mép trên màu trắng ngà. Cụm hoa mọc từ thân rễ, ở bên thân lá. Đài hoa màu trắng trong, ống tràng màu trắng, các thùy tràng và hai nhị lép bên màu vàng nhạt, cánh môi nhỏ, gần như hình chữ nhật, ngắn hơn hay dài bằng bao phấn, màu nâu đỏ có đốm trắng.
Loài này có quan hệ họ hàng gần với Z. officinale nên có thể được sử dụng tương tự, nhưng cho đến nay chưa có bằng chứng về việc sử dụng như vậy.